# Чикал (Нью-Мексико)
Чикал (англ. Chical) — переписна місцевість (CDP) в США, в окрузі Валенсія штату Нью-Мексико. Населення — 124 особи (2020).

## Географія
Чикал розташований за координатами 34°51′57″ пн. ш. 106°40′2″ зх. д. / 34.86583° пн. ш. 106.66722° зх. д. (34.865902, -106.667196).  За даними Бюро перепису населення США в 2010 році переписна місцевість мала площу 2,14 км², уся площа — суходіл.

## Демографія
Згідно з переписом 2010 року, у переписній місцевості мешкало 107 осіб у 37 домогосподарствах у складі 25 родин. Густота населення становила 50 осіб/км².  Було 40 помешкань (19/км²).
Расовий склад населення:
| - 90,7 % — корінних американців - 4,7 % — білих - 3,7 % — осіб інших рас |

До двох чи більше рас належало 0,9 %. Частка іспаномовних становила 9,3 % від усіх жителів.
За віковим діапазоном населення розподілялося таким чином: 21,5 % — особи молодші 18 років, 66,4 % — особи у віці 18—64 років, 12,1 % — особи у віці 65 років та старші. Медіана віку мешканця становила 32,5 року. На 100 осіб жіночої статі у переписній місцевості припадало 122,9 чоловіків;  на 100 жінок у віці від 18 років та старших — 95,3 чоловіків також старших 18 років.
За межею бідності перебувало 12,7 % осіб, у тому числі 0,0 % дітей у віці до 18 років та 100,0 % осіб у віці 65 років та старших.
Цивільне працевлаштоване населення становило 69 осіб. Основні галузі зайнятості: публічна адміністрація — 34,8 %, будівництво — 24,6 %, освіта, охорона здоров'я та соціальна допомога — 20,3 %.